# 和田なつき
和田 なつき（わだ なつき、2003年8月29日 - ）は、日本のパラ卓球選手（クラス11）。

## 経歴
大阪府松原市出身。いじめなどで小学3年から引きこもりになり心身が耐えられず、一時は歩くことさえできなくなった。中学2年で少しずつ外出するようになり大阪市長居障がい者スポーツセンターで水泳の合間に卓球をやってたのが、競技人生の始まり。また卓球を始めた理由をダイエットだったとも語っている。
2023年秋、アスリート採用で内田洋行への就職、地元大阪の支店に配属となる。
同年10月、杭州で行われた2022年アジアパラ競技大会で優勝しパリパラリンピックの出場権を獲得。2024年9月、パリパラリンピックで金メダルを獲得、閉会式では木村敬一と共に旗手を務めた。同年、紫綬褒章受章。

## 主な成績
2022年
- パラIDジャパン・チャンピオンシップ卓球大会2022 ダブルス優勝・シングルス準優勝
- パラIDジャパン・年代別オープン卓球大会2022 シングルス10代の部優勝
- ブリスベン2022Virtusオセアニア・アジアゲームズ 混合ダブルス優勝

2023年
- パラIDジャパン・チャンピオンシップ卓球大会2023 シングルス優勝
- ITTFチェコパラオープン2023 シングルス優勝・混合ダブルス優勝
- ITTF新北パラオープン2023 シングルス優勝・混合ダブルス準優勝
- ITTF台中パラオープン2023 シングルス優勝・混合ダブルス優勝
- ITTF韓国パラオープン2023 女子ダブルス優勝
- 杭州2022アジアパラ競技大会 シングルス優勝

2024年
- パリパラリンピック 女子シングルス金メダル